# Kisalföldi Presztízs díj
A Kisalföldi Presztízs díjat 2011-ben alapították – a nyilvánosság erejét kihasználva – a kisalföldi régió legnagyobb és legismertebb vállalkozásai: egy gazdaságot reprezentáló, presztízst jelentő díj. A Kisalföld ötlete mára az ország egyik legrangosabb regionális gazdasági elismerésévé fejlődött. 
Gazdasági elemzések, kamarai ajánlások, versenytársak értő bírálata és a Kisalföld olvasói is segítik a döntnököket.